# Karl-Erik Grahn
Karl-Erik Vilhelm Grahn (* 5. November 1914 in Jönköping; † 14. März 1963 in Borås, Västra Götalands län) war ein schwedischer Fußballnationalspieler. 

## Laufbahn
Grahn spielte  zwischen	1932 und 1949 für IF Elfsborg in der Fotbollsallsvenskan. Insgesamt spielte er 346 Mal für den Klub in der ersten Liga und schoss dabei 57 Tore. Er wurde mit dem Klub drei Mal schwedischer Landesmeister. 
Zudem war Grahn 1935 bis 1946 schwedischer Nationalspieler. 41 Mal trug er das Trikot der Blågult und erzielte vier Treffer. Grahn nahm für die Auswahl an der Weltmeisterschaft 1938 teil, kam allerdings während des Turniers nicht zum Einsatz. Während der Olympischen Spiele 1936 in Berlin stand Grahn im schwedischen Aufgebot.

## Erfolge
- Schwedischer Meister: 1936, 1939, 1940
- Vierter Platz Weltmeisterschaft: 1938 (ohne Einsatz)